# Мысовая (приток Пинеги)
Мысовая (до 1933 года — Поганца) — река в Пинежском районе Архангельской области России. Длина реки 64 км.
Протекает по территории Сурского сельского поселения. Берёт к северу от болота Большое Поганцевское. Впадает в Пинегу по правому берегу в 399 км от её устья. В устье реки находятся деревни Остров и Городецк (Поганец). Притоки: Ананьин, Мева, Пужара, Шубоя, Чухча, Панфилов, Берёзов, Сенкой, Кый, Ольховый, Прелка, Ржавец, Восточный Большой, Малый. Высота устья — 54,8 м над уровнем моря.